# Klaviersonate (Berg)
Die Sonate für Klavier op. 1 ist ein einsätziges Klavierstück von Alban Berg. Ihr Entstehungszeitpunkt ist unklar, sicher ist allerdings die Veröffentlichung im Jahr 1910. Eine Aufführung dauert je nach Interpretation etwa zehn bis 15 Minuten. Formal keine Sonate im eigentlichen Sinne, trägt sie diesen Titel trotzdem, da Berg die Komprimierung auf die musikalische Essenz höherschätzte als die „Erfüllung akademischer Gepflogenheiten“.

## Entstehung
Alban Berg war seit 1904 Schüler bei Arnold Schönberg. Als Teil des Kompositionsunterrichts fertigte er zwischen 1907 und 1908 erste Entwürfe für Sonaten an, so dass die Klaviersonate mutmaßlich kurz darauf entstanden ist. Oft wird als Entstehungsjahr 1908 genannt, doch vermutet die neuere Forschung eher eine Abfassung nicht vor 1909. Die Alban Berg Stiftung nennt dieses Jahr mittlerweile auch als Entstehungsdatum im Kompositionsverzeichnis. 1910 wurde die Sonate bei Schlesinger und Haslinger gedruckt. Ihre Uraufführung erlebte Berg am 24. April 1911 in Wien durch Etta Werndorff. In den Jahren 1920 und 1925 überarbeitete Berg seine Klaviersonate in nicht geringem Umfang.

## Form und Musik
Nach Hans Ferdinand Redlich soll Berg ursprünglich eine mindestens dreisätzige Sonate im Sinn gehabt haben. Seinen Ideenmangel hinsichtlich weiterer Sonatensätze soll Schönberg mit der Aussage „Nun, dann haben Sie eben alles gesagt, was zu sagen war.“ kommentiert haben. In der Folge entschied sich Berg für die Publikation als einsätziges Werk. Schönberg scheint überdies stolz darauf gewesen sein, Bergs Schreibblockade hinsichtlich textloser Instrumentalmusik aufgelöst zu haben.
Während seine Klaviersonate daher allein schon durch ihre Einsätzigkeit vom klassischen Vorbild abweicht, so ist doch die Sonatensatzform als Grundgerüst eines Kopfsatzes klar erkennbar: Die Exposition erstreckt sich bis zum Takt 57, die Durchführung umfasst die Takte 58 bis 111 und die Reprise anschließend die Takte 112 bis 180. Auch ist h-Moll als tonales Zentrum der Sonate an einigen Stellen (insbesondere am Anfang und Ende) zwar noch auszumachen. Sie wird allerdings durch beständige harmonische Bewegungen an den Rand der herkömmlichen Dur-Moll-Tonalität getrieben, an manchen Stellen auch darüber hinaus, hin zur Ganztönigkeit oder gar Chromatik.
Claus-Steffen Mahnkopf verweist auf Bergs ausgereifte Musiksprache, die für ein Gesellenstück sehr erstaunlich sei und durch Anleihen aus dem französischen Impressionismus – sinnlicher als Schönberg – dem Wohlklang fröne.